# Alchemilla aenostipula
Alchemilla aenostipula é uma espécie de rosácea do gênero Alchemilla, pertencente à família Rosaceae.